# Bohuslavice u Zlína
Obec Bohuslavice u Zlína (v letech 1960–1989 Bohuslavice u Gottwaldova, německy Bohuslawitz) se nachází v okrese Zlín ve Zlínském kraji. Žije zde 741 obyvatel.

## Historie
První písemná zmínka o obci pochází z roku 1362.

## Pamětihodnosti
- Kaple Navštívení Panny Marie
- Krucifix se Salmovským erbem
- Pomník na památku padlého ruského vojáka, který zemřel při osvobozování vesnice ke konci druhé světové války

## Galerie

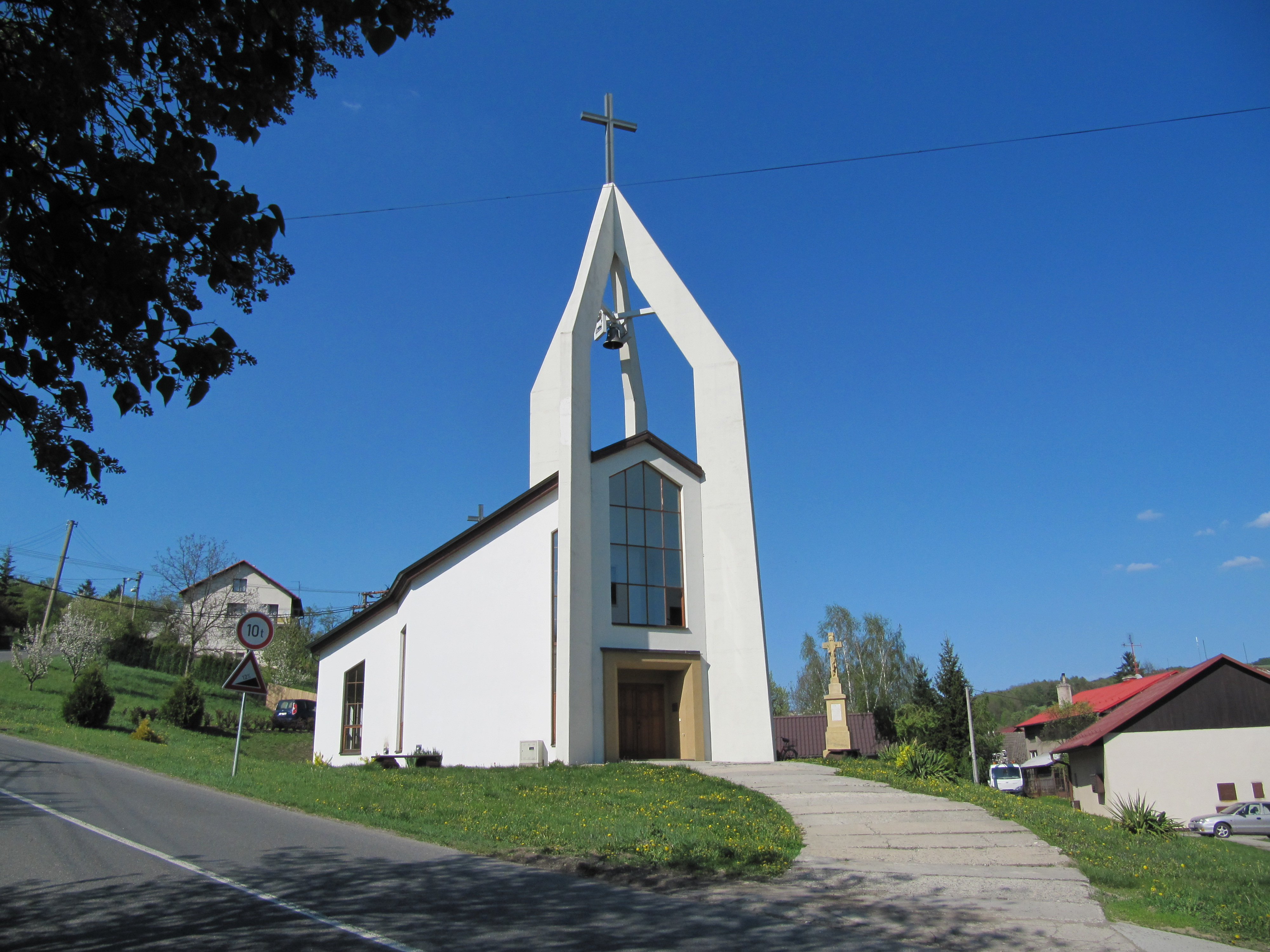
Kaple Navštívení Panny Marie
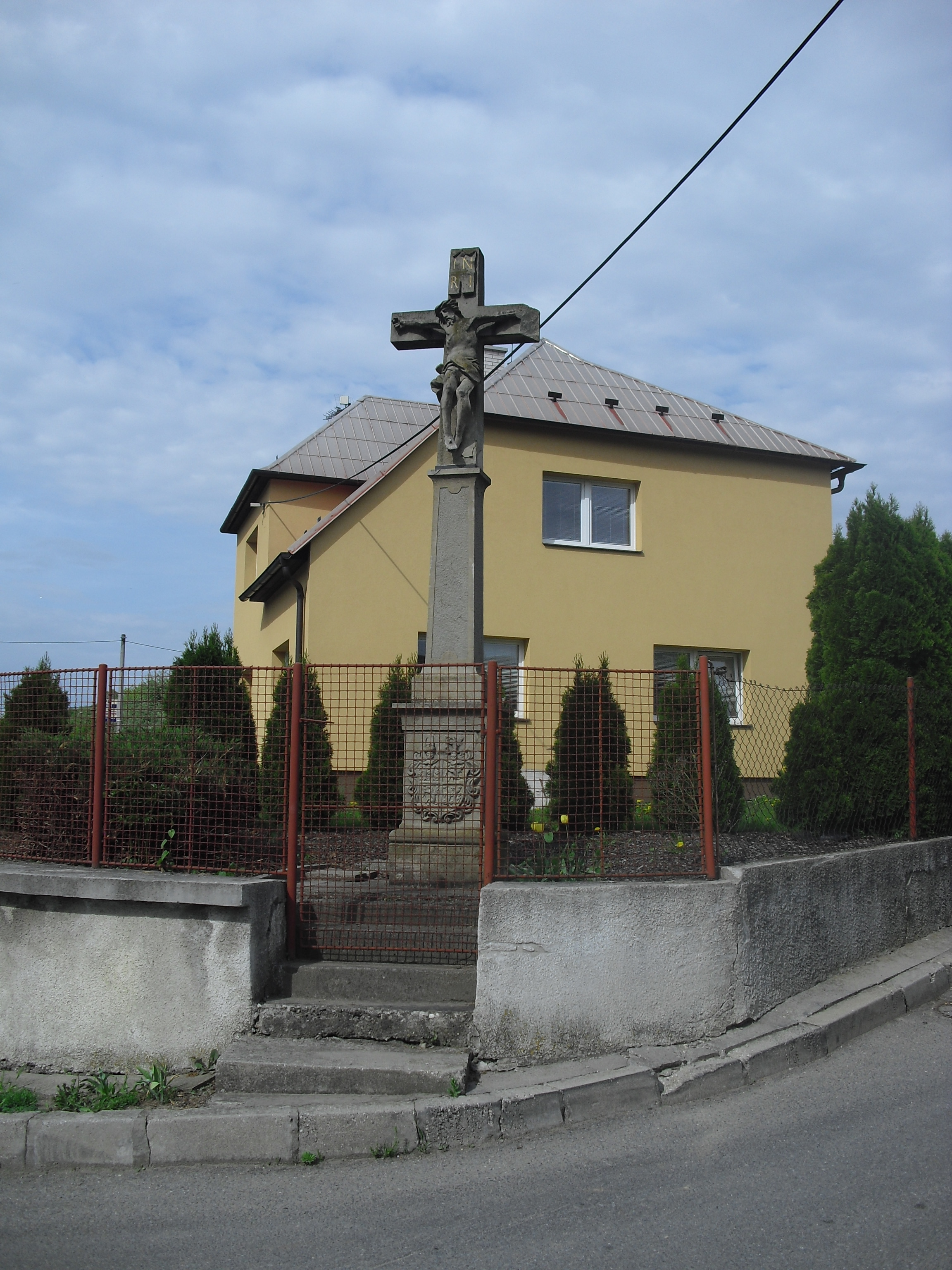
Krucifix se Salmovským erbem
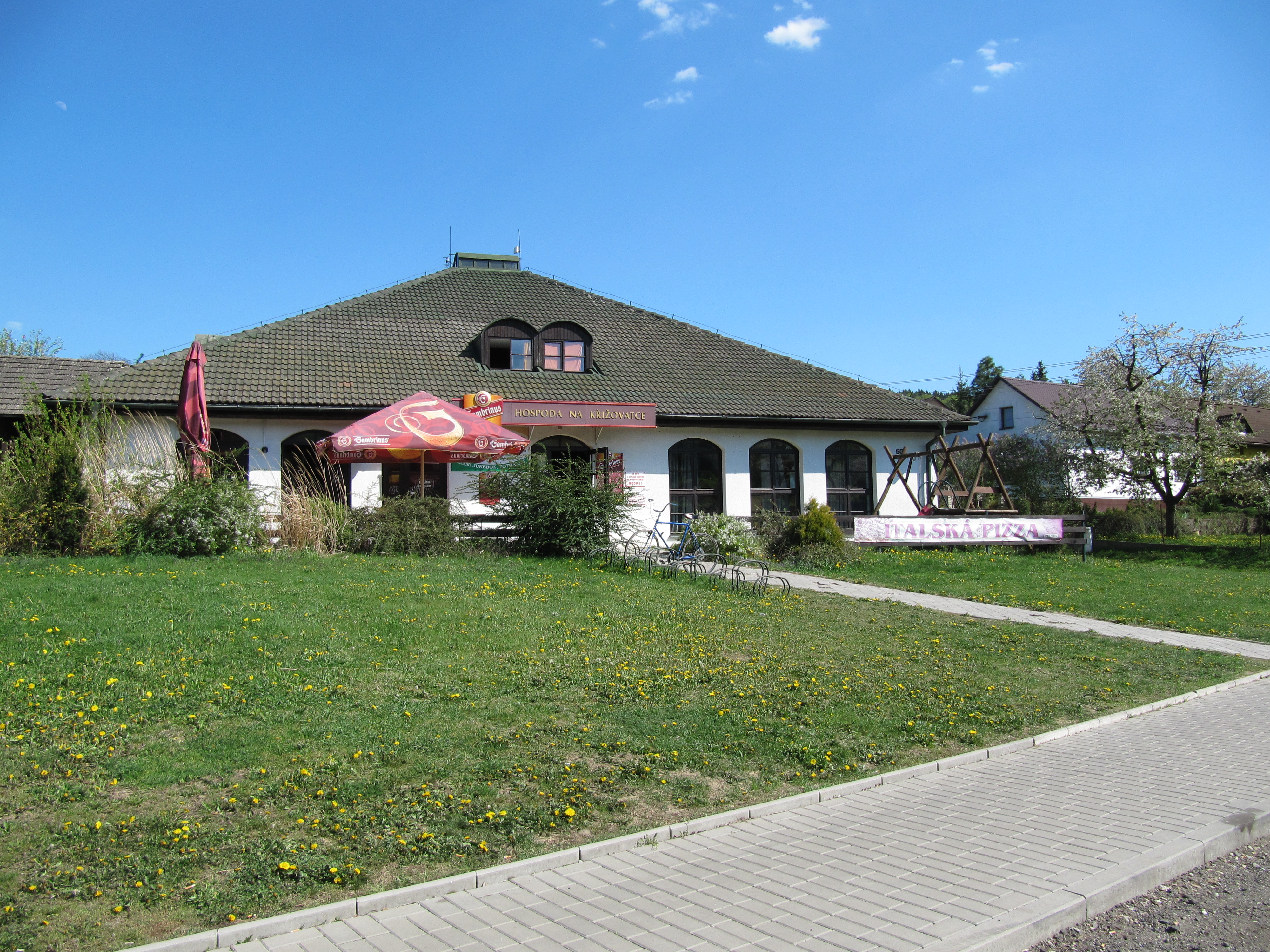
Hospoda Na Křižovatce.jpg
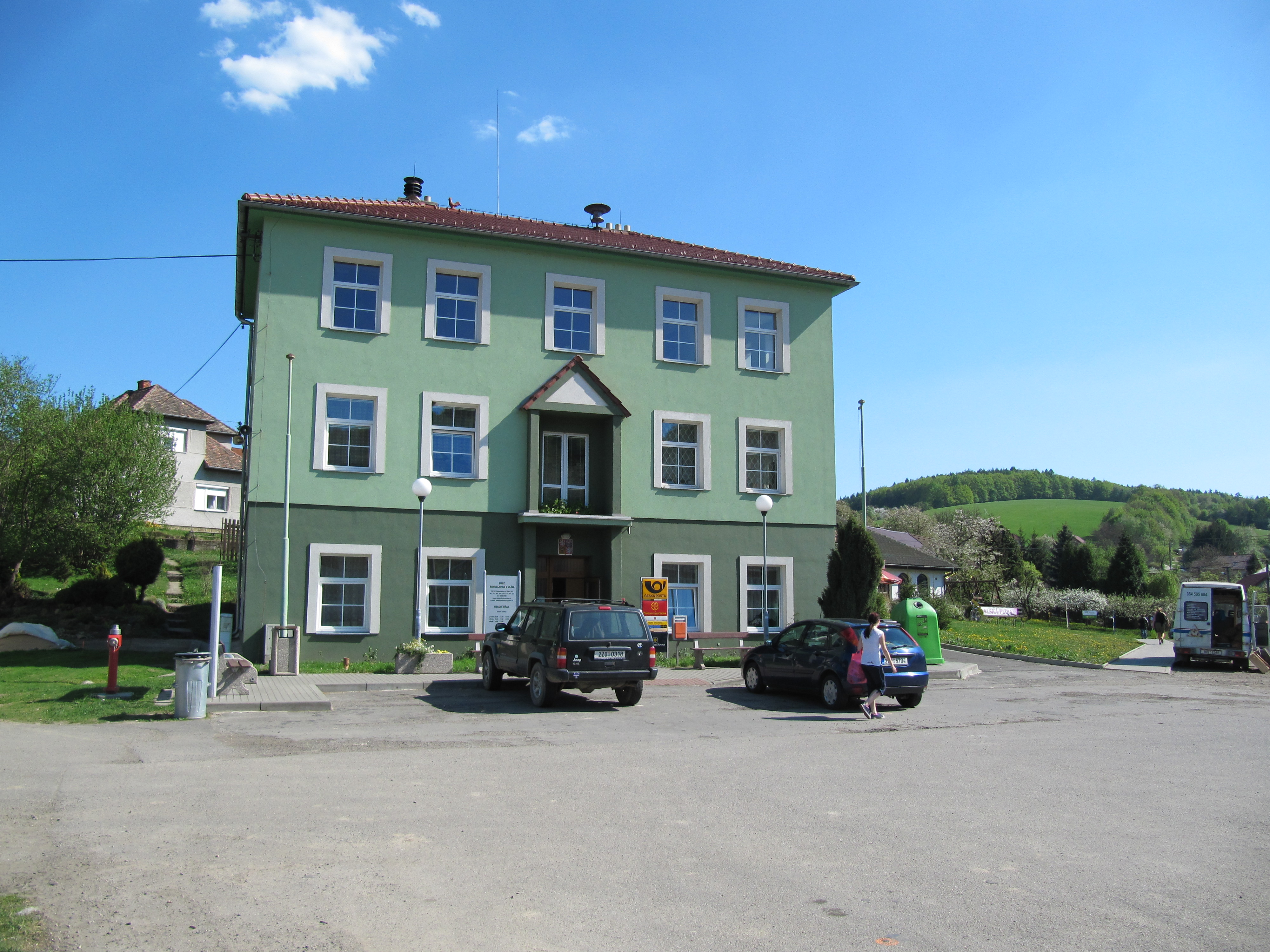
Obecní úřad

## Rodáci
- František Pala (1887–1964), český hudební vědec